# FM 고치

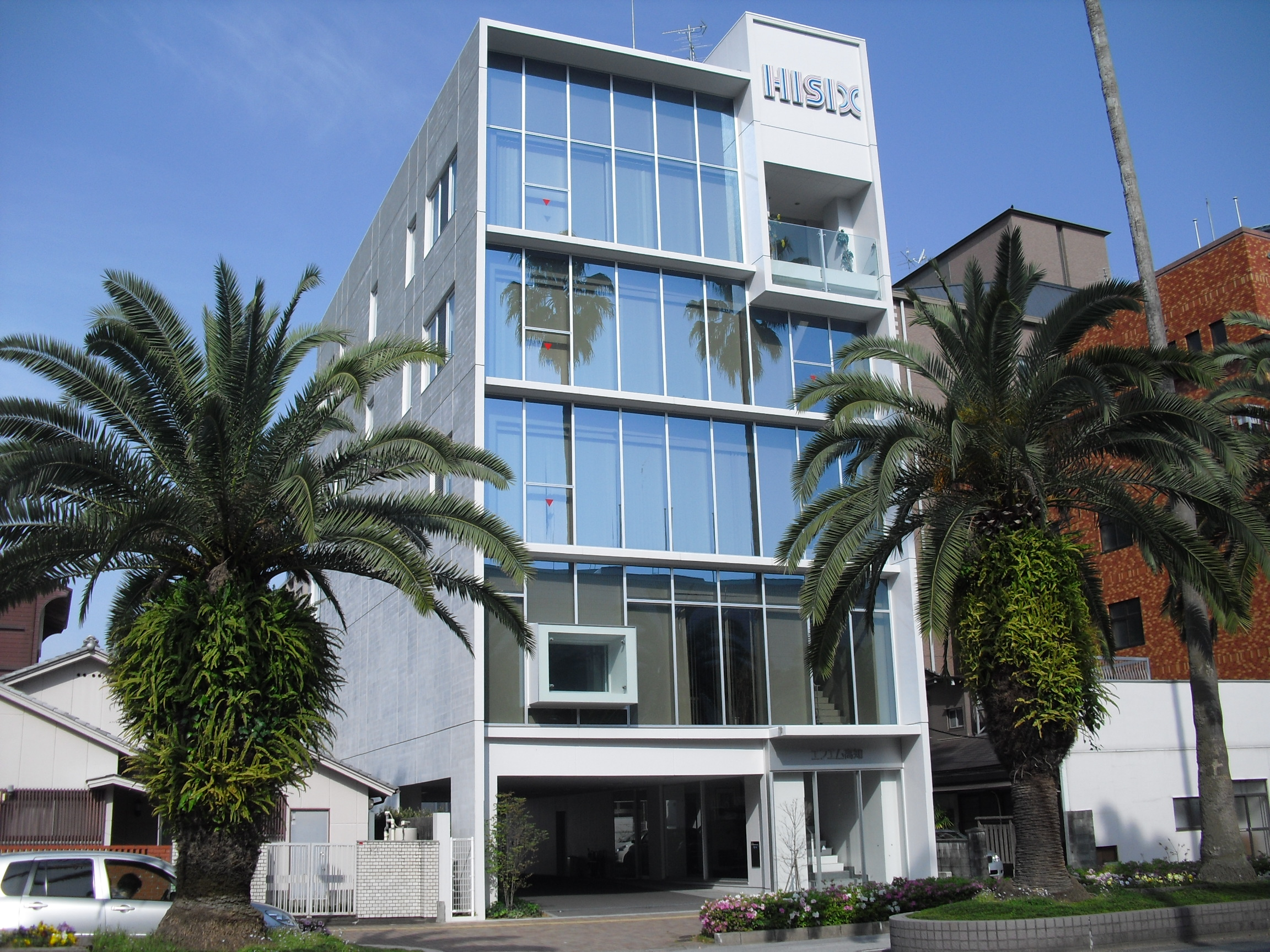
FM 고치

FM고치는 일본의 FM라디오 방송국으로 1992년 4월 1일 개국했으며 고치현에서 방송을 실시하고 있다.
JFN에 가맹했으며 약칭은 KFM, 애칭은 Hi-Six, 콜사인은 JOLV-FM이다.

## 연혁
- 1991년 7월 1일 - 회사 설립
- 1992년 4월 1일 - 일본 37번째 민영 FM 방송국으로 개국(FM도쿠시마, FM사가도 이 날 개국)
- 1995년 4월 1일 - FM문자 다중 방송 서비스 개시
- 2007년 10월 15일 - 사옥 이전
- 2014년 3월 31일 - FM문자 다중 방송 서비스 종료

## 주파수
- 고치 방송국:81.6MHz(출력:500W)
- 아키 중계국:79.9MHz(출력:10W)
- 스자키 중계국:82.7MHz(출력:10W)
- 구보카와 중계국:80.6MHz(출력:1W)
- 나카무라 중계국:78.5MHz(출력:100W)
- 스쿠모 중계국:81.3MHz(출력:30W)

## 고치현에 있는 다른 텔레비전·라디오 방송국
- NHK 고치 방송국
- 고치 방송(RKC)(TV는 니혼 TV 계열, 라디오는 JRN&NRN계열)
- TV 고치(KUTV)(도쿄 방송 계열)
- 고치 산산 TV(KSS)(후지 TV 계열)